# Santíssima Trindade de Wrocław
A Santíssima Trindade de Wrocław' (em polonês/polaco:  Trójca Święta ze Świerzawy ou Tron Łaski ze Świerzawy) é uma pintura em painel da Boêmia que data do período por volta de 1350.

## História da Pintura
O quadro foi descoberto em 1898 no sótão da Igreja de São João Batista e Catarina de Alexandria em Świerzawa, Baixa Silésia, e dado ao museu diocesano em Wrocław. Em 1904 foi restaurado em Berlim. Depois de 1945 esteve na coleção de arte do estado no Castelo Real de Wawel na Cracóvia. Em seguida, em 1964, foi transferido para o então Museu Regional da Silésia de Wrocław. Está agora na coleção do Museu Nacional de Breslávia.